# Кемкерс, Герард
Герард Кемкерс (нидерл. Gerard Kemkers; род. 8 марта 1967, Гронинген, Нидерланды) — нидерландский конькобежец, бронзовый призёр Зимних Олимпийских игр 1988 года на дистанции 5000 м, серебряный призёр чемпионата мира 1989 в многоборье, серебряный призёр чемпионата Европы 1989 и бронзовый чемпионата Европы 1988 годов, победитель Кубка мира 1989 года на 1500 м.

## Биография
17 марта 1990 года в Инцеле установил мировой рекорд в малом многоборье 160,454 очка. В этом же году окончил спортивные выступления и стал тренером. Сначала четыре года работал со сборной США, затем тренировал сборную Нидерландов, привёл к олимпийским медалям Ирен Вюст и Свена Крамера в Турине и Ванкувере. В Ванкувере в забеге на 10000 м ошибочно направил Крамера на другую дорожку, за что последний был дисквалифицирован.
| Год  | Чемпионат Нидерландов на отдельных дистанциях | Чемпионат Нидерландов многоборье | Чемпионат Европы | Зимние олимпийские игры | Кубок мира                               | Чемпионат мира многоборье | Чемпионат мира среди юниоров |
| ---- | --------------------------------------------- | -------------------------------- | ---------------- | ----------------------- | ---------------------------------------- | ------------------------- | ---------------------------- |
| 1985 |                                               |                                  |                  |                         |                                          |                           | 4e                           |
| 1986 |                                               | 2                                | —                |                         | 17e 1500 м 7e 5к/10к                     | 4e                        |                              |
| 1987 | 15e 500 м · 1500 м · 4e 5000 м · 4e 10000 м   | 2                                | 9e               |                         | 17e 1500 м 7e 5к/10к                     | 5e                        |                              |
| 1988 | 5000 м · 10000 м                              | 2                                | 3                | 5000 м · 5e 10000 м     | 29e 1000 м · 1500 м                      | NC 37                     |                              |
| 1989 | 11e 500 м · 1500 м · 5000 м · DQ 10000 м      | 2                                | 2                |                         | 10e 1000 м · 5к/10к                      | 2                         |                              |
| 1990 | 17e 500 м 7e 1500 м 4e 5000 м 5e 10000 м      | 2                                | —                |                         | 34e 500 м 25e 1000 м 9e 1500 м 5e 5к/10к | 4e                        |                              |

### Медали, завоёванные учениками Кемкерса
| Турнир                                          | Медаль | Количество | Ученики                                                                                          |
| ----------------------------------------------- | ------ | ---------- | ------------------------------------------------------------------------------------------------ |
| 10 000 м                                        | 1      | 1          | Йохем Эйтдехаге 2002                                                                             |
| 5000 м                                          | 1      | 3          | Йохем Эйтдехаге 2002 Свен Крамер 2010, 2014                                                      |
| 3000 м                                          | 1      | 2          | Ирен Вюст 2006, 2014                                                                             |
| 1500 м                                          | 1      | 1          | Ирен Вюст 2010                                                                                   |
| Чемпионат мира (многоборье)                     | 1      | 7          | Йохем Эйтдехаге 2002 Свен Крамер 2007, 2008, 2009, 2010, 2012, 2013                              |
| Чемпионат мира (многоборье)                     | 1      | 6          | Ренате Груневолд 2004 Паулин ван Дётеком 2008 Ирен Вюст 2007, 2011, 2012, 2013                   |
| Чемпионат Европы                                | 1      | 8          | Йохем Эйтдехаге 2002, 2005 Свен Крамер 2007, 2008, 2009, 2010, 2012, 2013                        |
| Чемпионат Европы                                | 1      | 2          | Ирен Вюст 2008, 2013, 2014                                                                       |
| Чемпионат Нидерландов (многоборье)              | 1      | 9          | Йохем Эйтдехаге 2001, 2004 Свен Крамер 2005, 2007, 2008, 2009, 2013 Ваутер Олде Хёвел 2010, 2011 |
| Чемпионат Нидерландов (многоборье)              | 1      | 5          | Ренате Груневолд 2003, 2004 Ирен Вюст 2007, 2008, 2009                                           |
| Чемпионат Нидерландов (спринтерское многоборье) | 1      | 1          | Эрбен Веннемарс 2007                                                                             |